# ATHOC

Logo der Olympischen Spiele 2004

Das ATHOC war das Organisationskomitee der Olympischen Sommerspiele 2004 in Athen und übernahm als erstes Organisationskomitee Olympischer Spiele die Organisation der im Anschluss stattfindenden Sommer-Paralympics 2004. Der Name ist die Abkürzung für Athen Organizing Committee. Das Organisationskomitee wurde von Gianna Angelopoulos-Daskalaki geleitet.
Zu Beginn der Vorbereitungen wurde das Organisationskomitee positiv bewertet, da es die Spiele nach der Niederlage gegen Atlanta 1997 in die griechische Hauptstadt holen konnte. Die schleppend verlaufende Vorbereitung und die erst sehr kurz vor Beginn der Spiele fertiggestellten Bauprojekte führten jedoch zu starker Kritik. Das ATHOC hatte mit Anwohnerproteste, Kompetenzgerangel und Rechtsstreitigkeiten um die Vergabe von Bauaufträge und Enteignungen zu kämpfen, was zu erheblichen Verzögerungen im Zeitplan der Bauarbeiten führte. Deshalb drohte der IOC-Präsident Juan Antonio Samaranch dem ATHOC mit dem Entzug der Spiele, was sich jedoch nicht hätte umsetzen lassen. In der Folge wurden immer weitere Sparmaßnahmen bei den Bauvorhaben vorgenommen, die weiter schleppend verliefen. So wurde eine U-Bahn-Verbindung zum Olympiastadion verworfen. Das ATHOC täuschte zudem die Koordinierungskommission des IOC unter Vorsitz Denis Oswald, indem es bei einer Kontrolle Baufahrzeuge, die danach wieder abgezogen wurden, für den Besuch arbeiten ließ.
Das ATHOC rechtfertigte die Sparmaßnahmen mit Blick auf die Position Jacques Rogges mit dem Kommentar „[man würde] die Kapazitäten an den Bedarf anpassen“. Zudem wurde das geringe Tempo der Fortschritte durch den Transportmanager des ATHOC Panagiotis Protopsaltis mit dem Satz „Die Griechen sind sonderbar - sie müssen jedes Projekt erst reifen lassen.“ gerechtfertigt. Die Präsidentin des Organisationskomitees Angelopoulos-Daskalaki kommentierte die Probleme mit der Aussage „Wir lernen gerade, unter strikten Zeitvorgaben zu arbeiten“.
Das Budget des ATHOC betrug 1,962 Milliarden Euro. 590 Millionen Euro dieses Geldes stammten aus Fernseheinnahmen, der Ticketverkauf brachte 347 Millionen Euro und den Lizenzeinnahmen von lokalen Sponsoren 197 Millionen Euro. Dazu kam eine Beteiligung des ATHOC von etwa 150 Millionen Euro an den Einnahmen des IOC aus dem 12 Großunternehmen umfassenden internationalen Sponsorprogramm TOP. Zwölf Prozent des Budgets stammten vom griechischen Staat. Das ATHOC schloss mit einem Gewinn ab, auch wenn die Gesamtinvestitionen über den geplanten Beträgen lagen.